# Epigynopteryx mutabilis
Epigynopteryx mutabilis är en fjärilsart som beskrevs av W. Warren 1908. Epigynopteryx mutabilis ingår i släktet Epigynopteryx och familjen mätare. Inga underarter finns listade i Catalogue of Life.